# Kevin Vogt
Kevin Vogt (Witten, 23 september 1991) is een Duits voetballer die doorgaans speelt als centrale verdediger. In juli 2016 verruilde hij 1. FC Köln voor 1899 Hoffenheim.

## Clubcarrière
Vogt speelde in de jeugd bij VfB Langendreerholz, WSV Bochum en VfL Bochum. Bij laatstgenoemde club tekende hij op 19 december 2008 zijn eerste profcontract. Vogt debuteerde op 18 april 2009 voor VfL Bochum in de Bundesliga, tegen Borussia Dortmund. Hij begon meteen in de basiself en speelde 84 minuten mee. Dat was zijn enige wedstrijd in dat seizoen én het volgende. Zijn clubgenoten degradeerden in 2009/10 naar de 2. Bundesliga. Hierin kwam hij vervolgens regelmatig aan spelen toe. Vogt speelde zo in totaal 38 wedstrijden voor VfL Bochum.
Vogt tekende in juli 2012 voor drie jaar bij FC Augsburg, dat zeshonderdduizend euro voor hem betaalde. Zo keerde hij terug in de Bundesliga. In zijn eerste seizoen bij Augsburg kwam hij tot een totaal van 28 competitiewedstrijden. Zijn ploeggenoten en hij eindigden daarbij één plaats boven de degradatiezone. Het seizoen daarna verliep voorspoediger en werden ze achtste.
Op 26 mei 2014 werd bekendgemaakt dat Vogt in juli de overstap zou maken naar 1. FC Köln. Hij tekende een contract tot 30 juni 2017 bij de toenmalige promovendus. Waar hij bij Augsburg regelmatig in de basis stond, werd hij in zijn eerste jaar in Keulen een onbetwiste basisspeler. Dat veranderde in 2015/16. Vogt verruilde FC Köln in juli 2016 voor 1899 Hoffenheim. Hier werd hij een jaar later aanvoerder. Vogt was 2,5 seizoen een vaste basiskracht, maar kwam tijdens de eerste seizoenshelft van 2019/20 in botsing met de nieuwe coach Alfred Schreuder. Hij maakte dat jaar vanaf januari op huurbasis af bij Werder Bremen. Toen hij terugkeerde, was Schreuder weg en vervolgde hij zijn carrière Hoffenheim.

## Clubstatistieken
| Seizoen         | Club            | Competitie      | Competitie | Competitie | Beker | Beker | Europa | Europa | Totaal | Totaal |
| Seizoen         | Club            | Competitie      | Wed.       | Dlp.       | Wed.  | Dlp.  | Wed.   | Dlp.   | Wed.   | Dlp.   |
| --------------- | --------------- | --------------- | ---------- | ---------- | ----- | ----- | ------ | ------ | ------ | ------ |
| 2008/09         | VfL Bochum      | Bundesliga      | 1          | 0          | 0     | 0     | —      | —      | 1      | 0      |
| 2009/10         | VfL Bochum      | Bundesliga      | 0          | 0          | 0     | 0     | —      | —      | 0      | 0      |
| 2010/11         | VfL Bochum      | 2. Bundesliga   | 21         | 0          | 0     | 0     | —      | —      | 21     | 0      |
| 2011/12         | VfL Bochum      | 2. Bundesliga   | 16         | 2          | 0     | 0     | —      | —      | 16     | 2      |
| 2012/13         | FC Augsburg     | Bundesliga      | 28         | 1          | 2     | 0     | —      | —      | 30     | 1      |
| 2013/14         | FC Augsburg     | Bundesliga      | 28         | 1          | 3     | 0     | —      | —      | 31     | 1      |
| 2014/15         | 1. FC Köln      | Bundesliga      | 32         | 1          | 3     | 0     | —      | —      | 35     | 1      |
| 2015/16         | 1. FC Köln      | Bundesliga      | 23         | 0          | 2     | 0     | —      | —      | 25     | 0      |
| 2016/17         | 1899 Hoffenheim | Bundesliga      | 31         | 0          | 2     | 0     | —      | —      | 33     | 0      |
| 2017/18         | 1899 Hoffenheim | Bundesliga      | 31         | 0          | 2     | 0     | 7      | 0      | 40     | 0      |
| 2018/19         | 1899 Hoffenheim | Bundesliga      | 28         | 0          | 2     | 0     | 4      | 0      | 34     | 0      |
| 2019/20         | 1899 Hoffenheim | Bundesliga      | 11         | 0          | 1     | 0     | —      | —      | 12     | 0      |
| 2019/20         | → Werder Bremen | Bundesliga      | 14         | 0          | 2     | 0     | —      | —      | 16     | 0      |
| 2020/21         | 1899 Hoffenheim | Bundesliga      | 24         | 0          | 2     | 0     | 6      | 0      | 32     | 0      |
| 2021/22         | 1899 Hoffenheim | Bundesliga      | 30         | 0          | 3     | 0     | —      | —      | 33     | 0      |
| 2022/23         | 1899 Hoffenheim | Bundesliga      | 22         | 0          | 2     | 0     | —      | —      | 24     | 0      |
| 2023/24         | 1899 Hoffenheim | Bundesliga      | 4          | 0          | 1     | 0     | —      | —      | 5      | 0      |
| Carrière totaal | Carrière totaal | Carrière totaal | 344        | 5          | 27    | 0     | 17     | 0      | 388    | 5      |

Laatste update: 20 september 2023.

## Interlandcarrière
Vogt maakte deel uit van alle Duitse nationale jeugdselecties vanaf Duitsland –18. Hij nam met geen van deze teams deel aan een eindtoernooi.
1 Baumann  ·
2 Hranáč ·
3 Kadeřábek ·
4 Østigård ·
5 Kabak ·
6 Prömel ·
7 Bischof ·
8 Geiger ·
9 Bebou ·
13 Lenz ·
14 Orban ·
15 Gendrey ·
16 Stach ·
17 Tohumcu ·
18 Samassékou ·
19 Jurásek ·
20 Becker ·
21 Bülter ·
22 Prass ·
23 Hložek ·
25 Akpoguma ·
26 Tabaković ·
27 Kramarić ·
29 Touré ·
32 Busk ·
33 Moerstedt ·
34 N'Soki ·
35 Chaves ·
36 Petersson ·
52 Mokwa ·
53 Yardımcı ·
Coach: Ilzer
· Assistent-coach: Hübner
· Keeperstrainer: Stolz